# ألفرد تشو
ألفرد تشو (بالإنجليزية: Alfred Y. Cho)‏ (و. 1937 – م) هو مهندس من الولايات المتحدة الأمريكية . وهو عضواً في الأكاديمية الوطنية للعلوم، والأكاديمية الأمريكية للفنون والعلوم، والأكاديمية الوطنية للهندسة .

## التعليم
تعلم في جامعة إلينوي ‏، وجامعة إلينوي في إربانا-شامبين

## جوائز
حصل على جوائز منها:
- ميدالية الشرف لمعهد مهندسي الكهرباء والإلكترونيات [الإنجليزية]‏ (1994)
- قلادة العلوم الوطنية الأمريكية في مجال التكنولوجيا والإبتكار
- وسام إليوت كريسون  [لغات أخرى]‏
- قلادة العلوم الوطنية الأمريكية.